# Kansas City Jazz
Kansas City jazz is een jazzstijl die in de jaren 30 ontwikkeld werd in en rond Kansas City, in de Amerikaanse staat Missouri. Die jazzstijl vormde de overgang van de gestructureerde bigbandstijl naar de improvisatiestijl die we kennen als bebop.